# Радиоореол

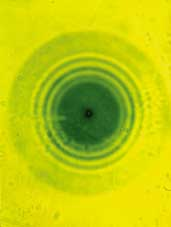

Радиоореол (англ. Radiohalo), плеохроический ореол (англ. pleochroic halos) — микроскопическая шаровидная оболочка с изменённой окраской, встречающаяся внутри минералов, таких как биотит, содержащихся в гранитах и других магматических породах. Эти оболочки — места радиоактивного повреждения, вызванного включениями мельчайших радиоактивных кристаллов в основную кристаллическую структуру. Такими включениями обычно бывают циркон, апатит и титанит, внутри кристаллической структуры которых могут находиться уран или торий. Наиболее распространённым является объяснение, что изменение цвета вызвано альфа-частицами, испускаемыми радиоактивными ядрами. Радиус концентрических оболочек пропорционален энергии альфа-частицы. Феномен радиоореолов известен геологам с начала XX века, но более широкий интерес был вызван заявлениями креациониста Роберта Джентри, что радиоореолы в биотите свидетельствуют о молодом возрасте Земли. Эти утверждения были опровергнуты научным сообществом как пример креационистской псевдонауки.

## Образование радиоореолов
Уран-238 является началом радиоактивного ряда радия, который заканчивается свинцом-206. Следующие изотопы испускают альфа-частицы (бета-частицы из-за непрерывного перераспределения энергии и большей проникающей способности не могут образовывать отдельные кольца):
| Изотоп | Время полураспада | Энергия в МэВ |
| ------ | ----------------- | ------------- |
| U-238  | 4,47x109 лет      | 4,196         |
| U-234  | 2,455x105 лет     | 4,776         |
| Th-230 | 75400 лет         | 4,6876        |
| Ra-226 | 1599 лет          | 4,784         |
| Rn-222 | 3,823 дней        | 5,4897        |
| Po-218 | 3,04 минут        | 5,181         |
| Po-214 | 163,7 микросекунд | 7,686         |
| Po-210 | 138,4 дней        | 5,304         |
| Pb-206 | стабилен          | 0             |

Конечные характеристики радиоореолов зависят от начального изотопа, а размеры колец — от энергии альфа-распада. Теоретически радиоореолы, формирующиеся из урана-238, имеют 8 колец, в том числе пять различимых под световым микроскопом, в то время как радиоореолы, формирующиеся из полония, имеют 3 кольца. В радиоореолах от урана-238, кольца урана-234 и радона-226 совпадают с кольцом от тория-230 в одно кольцо, кольца радона-222 и полония-210 также совпадают в одно кольцо. Эти кольца неотличимы друг от друга под световым микроскопом, но кольца радона-222 и полония-210 могут быть отличены друг от друга с помощью других средств.
Гигантские радиоореолы вызвали обсуждение, когда Роберт Джентри предположил, что они образованы распадом неизвестных трансурановых элементов.

## Полемика
Роберт Джентри изучал радиоореолы, которые, как он предполагал, возникли из полония-218, а не урана-238 и пришёл к выводу, что твёрдые горные породы должны были образовываться с включениями из этого изотопа полония. Но, поскольку время полураспада этого изотопа около 3 минут, эти породы, по мнению Джентри, не могли образоваться из расплавленных пород, которым требуется тысячи лет на охлаждение (стандартная теория). Это было воспринято креационистами как подтверждение того, что Земля была создана мгновенно.
Критики Джентри, в том числе Томас Байоль и Джон Браули, отмечают, что полоний-218 является продуктом распада радона, который является газом и может проникнуть из одной части породы (в которой он образовался из урана) в другую и образовать радиоореолы без урана. По всей видимости, большое число атомов радона адсорбируется в одном месте. Это не было доказано экспериментально, однако подтверждается тем фактом, что найденные Джентри «полониевые ореолы» расположены вдоль микротрещин в породах, причём в этих же породах имеются и нормальные урановые радиоореолы.
Работы Джентри были поддержаны и продолжены креационистским проектом «Радиоактивность и возраст Земли» (англ. Radioactivity and the Age of the Earth (R.A.T.E.)), который действовал с 1997 по 2005 год. Однако креационистские заявления о молодом возрасте Земли, основанные на данных о радиоореолах, были многократно опровергнуты учеными в научных публикациях.